# Giuclani, Argeș
Giuclani este un sat în comuna Ciomăgești din județul Argeș, Muntenia, România.